# Gran sello del estado de Oklahoma
El gran sello del estado de Oklahoma fue aprobado por la Convención Constitucional de 1905, sobre el proyecto del Estado de Secuoya. Consiste en una estrella de cinco puntas inscrita en un círculo, donde está escrito, en inglés, The Great Seal of the State of Oklahoma (el Gran Sello del Estado de Oklahoma).

## Descripción de la estrella
El sello, a su vez, contiene otros seis sellos: uno en el centro de la estrella y, en los cinco brazos de la misma, los sellos de las cinco tribus de presencia relevante en el estado.

### Centro
El centro de la estrella contiene el sello original del Territorio de Oklahoma, que incluye las palabras Labor Omnia Vincit ("El trabajo conquista todas las cosas"). Se observa a tres personajes: Columbia es la figura central, que representa la Justicia y el Estado. Está rodeada por una imagen donde se ven a un agricultor pionero de América, a su derecha, y un indio aborigen americano, a su izquierda, los cuales se dan la mano bajo la balanza de la Justicia, que simboliza la igualdad de justicia en Oklahoma entre los pioneros y las razas nativas de América por parte del Gobierno Federal. Bajo el grupo se halla la cornucopia (o cuerno de la abundancia) y la rama de olivo, símbolo de la paz; detrás está el sol del progreso y la civilización. 

### Brazos
En cada uno de los cinco brazos de la estrella central se representa el sello de cada una de las Cinco Tribus Civilizadas: Cherokee, Chickasaw, Choctaw, Creek y Seminola, cada una de las cuales tienen una importante presencia en el estado. 

#### NaciónCherokee
El sello de la Nación Cherokee se encuentra en el brazo superior izquierdo de la estrella. Se compone de una gran estrella de siete puntas, rodeada de una corona de hojas de roble. La estrella de siete puntas representa los siete antiguos clanes del pueblo cherokee. La corona de hojas de roble se refiere a la madera de roble, la principal madera dura en el antiguo país Cherokee, en Carolina, y que fue utilizado para mantener perpetuamente el fuego sagrado. En este sentido, el roble era un símbolo de fortaleza y vida eterna.

#### NaciónChickasaw
El sello de la Nación Chickasaw se encuentra en el brazo central. Se trata de un guerrero indio de pie vestido a la antigua usanza, con dos flechas en la mano derecha, un largo arco a su izquierda y un escudo en su hombro izquierdo. Las dos flechas representan su guardia sobre las dos antiguas zonas tribales, las cuales originaron todos los nombres de clan y casa chickasaw. De acuerdo con antiguos ritos iniciáticos tribales, el arco y el escudo representan la insignia de los guerreros chickasaw, por derecho de sus ancestros, al salir de la "Cámara de los Guerreros".

#### NaciónChoctaw
El sello de la Nación Choctaw se encuentra en el brazo superior derecho de la estrella. Se trata de un arco desencordado con tres flechas junto a una larga pipa. La pipa ceremonial se pasaba en corro y se fumaba en consejo cuando se deliberaba sobre importantes asuntos tribales. A pesar de ser un pueblo pacífico, los choctaw destacan por una gran fuerza en la defensa de sus hogares y de su país. El arco desencordado representa la paz aunque rápidamente preparados para la defensa. Las tres flechas, siempre dispuestas, representaban a los tres grandes jefes choctaw.

#### NaciónCreek
El sello de la Nación Creek se encuentra en la parte inferior izquierda. Consiste en una gavilla de trigo y un arado. El arado y la gavilla de trigo fueron escogidos como símbolos de la moderna industria agrícola, conocida por los creek desde épocas antiguas. Se trata de una referencia a la prosperidad que la agricultura trajo al pueblo creek.

#### NaciónSeminola
El sello de la Nación Seminola se encuentra en el brazo inferior derecho. Se trata de un guerrero emplumado que se muestra en una canoa, remando en el lago hacia una aldea, con un puesto comercial cerca de la orilla. Esta escena representa algunas de las primeras costumbres que rodean el acto de recolección, conservación y comercio de plantas que tuvieron la condición de sagradas en relación con sus antiguos ritos tribales, religiosos y ceremonias. Es un símbolo de paz y abundancia.

### Exterior
Alrededor de la gran estrella hay 45 estrellas más pequeñas, distribuidas en cinco grupos de nueve, que representan a los 45 estados de Estados Unidos que existían antes de que Oklahoma se convirtiera en Estado de la Unión (la gran estrella sería la 46ª estrella en el sello, lo que representa la admisión de Oklahoma como estado).